# The Dhol Blasters
The Dhol Blasters sind eine Gruppe indischer Bhangra-Musiker aus Birmingham (England), die in den frühen 1980er Jahren gegründet wurde. The Dhol Blasters werden von einem der berühmtesten Dhol-Spieler, Gurcharan Jit Mall, geleitet.
Gurcharan Jit Mall gründete The Dhol Blasters, als er Dhol-Spieler der Bhangra-Band Apna Sangeet war.
Viele Menschen sahen, wie Gurcharan Mall seine Dhol spielte, und wollten dies lernen, sodass er 1989 anfing, Unterricht zu geben. Zu Beginn hatte er nur 5 Schüler, doch The Dhol Blasters wuchsen immer weiter an und haben heute über 200 Mitglieder, verteilt über ganz Großbritannien. Zu den Instrumenten der Gruppe gehören mehrere Fasstrommeln Dhol und ein Gabelbecken Chimta.
Gemeinsam mit der britischen Reggae- und Popband UB40 und dem Sänger Hunterz spielten The Dhol Blasters im Zuge der weltweiten Live8-Konzerte im Londoner Hyde Park den Song Reasons.